# Taiyutyla simplex
Taiyutyla simplex är en mångfotingart som beskrevs av Shear 1976. Taiyutyla simplex ingår i släktet Taiyutyla och familjen Conotylidae. Inga underarter finns listade i Catalogue of Life.